# Djelfa (provins)
Provinsen Djelfa (arabisk: ولاية الجلفة) er en af Algeriets 48 provinser. Administrationscenteret er byen Djelfa.